# Dimajwe
Dimajwe è un villaggio del Botswana situato nel distretto Centrale, sottodistretto di Serowe Palapye. Il villaggio, secondo il censimento del 2011, conta 1.423 abitanti.

## Località
Nel territorio del villaggio sono presenti le seguenti 6 località:
- Bolopudi di 8 abitanti,
- Dikgotswe di 6 abitanti,
- Dimajwe Lands di 27 abitanti,
- Masukane di 65 abitanti,
- Mokobaise di 19 abitanti,
- Mokoro di 30 abitanti